# Glanzfleckentangare

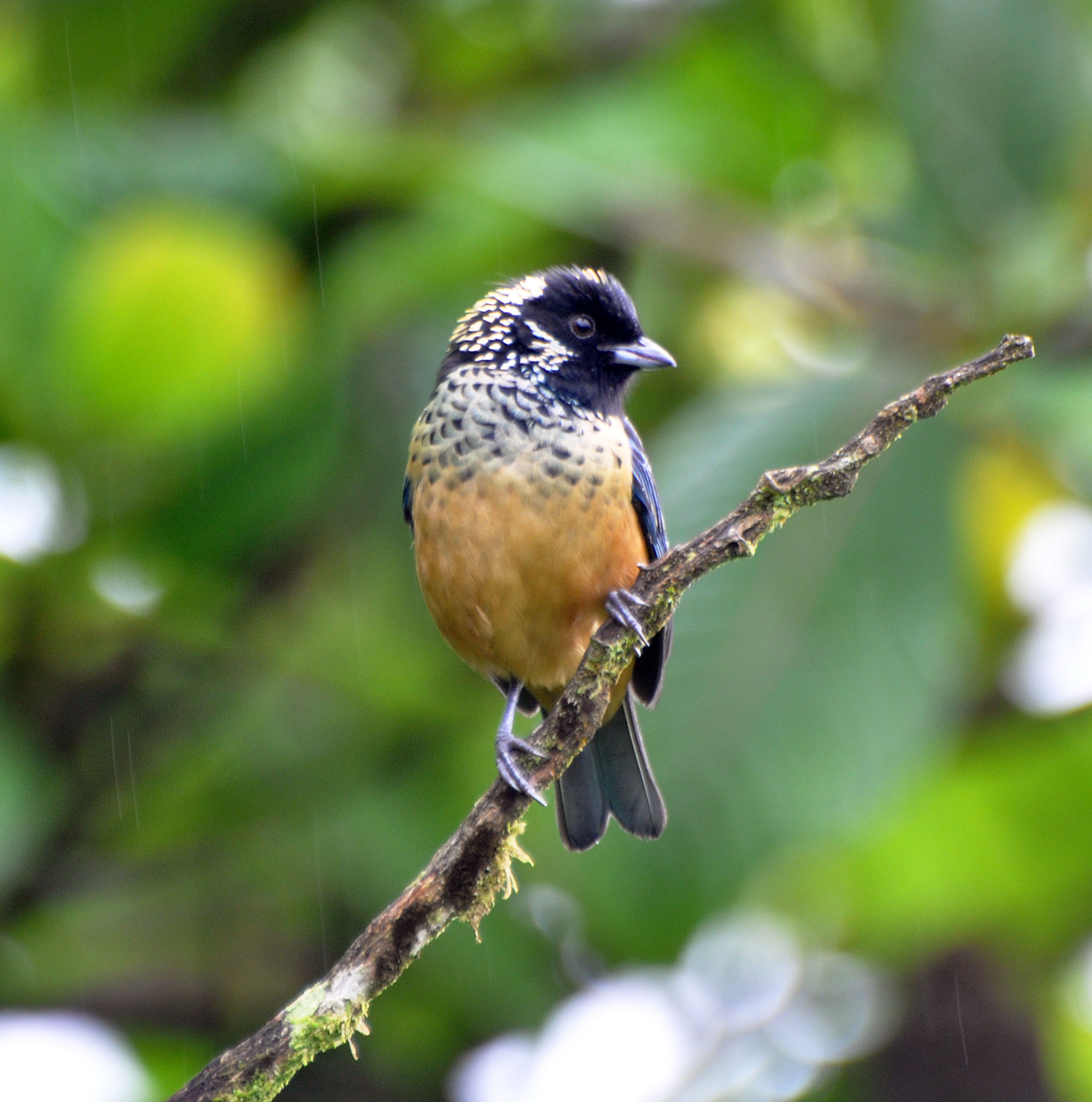
Glanzfleckentangare in Costa Rica

Die Glanzfleckentangare (Tangara dowii) ist eine in Mittelamerika vorkommende Vogelart aus der Familie der Tangaren (Thraupidae).

## Merkmale
Die Glanzfleckentangare erreicht eine Körperlänge von etwa 12 Zentimetern und ein Gewicht von ca. 20 Gramm. Kopf, Kehle und Rücken sind schwarz, Brust und Bauch sind orangegelb gefärbt. Von der Brust heben sich schwarze, von Hals und Ohrdecken gelbgrüne Flecke ab. Auf der Kopfplatte befindet sich ein kleiner rotbrauner Fleck. Die Flügel und die Steuerfedern sind überwiegend schwarz und dünn blau eingefasst. Beide Geschlechter unterscheiden sich farblich geringfügig. Die Weibchen zeigen auf Hals und Brust ein leicht reduziertes Fleckenmuster. 

## Verbreitung, und Lebensraum
Das Verbreitungsgebiet der Art erstreckt sich durch überwiegend gebirgige Gegenden von Costa Rica bis nach Panama. Glanzfleckentangare besiedeln bevorzugt feuchte Wälder und Berghänge in Höhenlagen zwischen 800 und 3000 Metern.

## Lebensweise
Die Glanzfleckentangare ernähren sich von Früchten und Insekten (Insecta). Sie leben paarweise oder in kleinen Gruppen, zuweilen auch in Gesellschaft mit Vögeln aus der Gattung Chlorospingus. Das tassenförmige Nest wird in erster Linie aus Moos, trockenen Pflanzenfasern und Farnstücken gefertigt, in Höhen von fünf bis zehn Metern über dem Boden in Astgabeln befestigt und mit zwei Eiern versehen. Über das Brutverhalten liegen noch keine Informationen vor.

## Gefährdung und Schutz
Die Glanzfleckentangare ist in Schutzgebieten und Nationalparks nicht selten und wird demzufolge von der Weltnaturschutzorganisation IUCN als  „Least Concern = nicht gefährdet“ klassifiziert. Im Westen Panamas sind jedoch aufgrund der Urbarmachung von Waldgebieten bereits einige bisherige Lebensräume verloren gegangen.